# Odorín
Odorín (in ungherese Szepesedelény, in tedesco Dim) è un comune della Slovacchia facente parte del distretto di Spišská Nová Ves, nella regione di Košice.